# Вабери, Абдурахман
Абдурахман Вабери (фр. Abdourahman Waberi, 20 июля 1965, Джибути, тогда — заморская территория Франции) — джибутийский писатель. Живёт во Франции, пишет на французском языке.

## Биография
Из небогатой семьи. В 1985 году приехал во Францию, учился англистике в Кане, затем в университете Бургундии в Дижоне. В 1993 году защитил диплом по творчеству Нуруддина Фараха, начал работать над диссертацией, где задумывал сопоставить творчество Фараха и Ассии Джебар, не завершил её. Дебютировал как прозаик в 1994 году. В 1996—2005 годах преподавал английский язык в лицеях Руана и Лизьё. Читал лекции в университетах многих стран мира.

## Произведения
- Край без тени/ Le Pays sans ombre (новеллы), Serpent à plumes, Paris, 1994 (Главная премия за франкоязычную новеллу Королевской академии французского языка и литературы Бельгии)
- Записки номада/ Cahier nomade (новеллы), Serpent à plumes, Paris, 1996 (Большая литературная премия Африки)
- L'œil nomade: voyage à travers le pays Djibouti, CCFAR/L’Harmattan, Djibouti/Paris, 1997
- Бальбала/ Balbala (роман), Serpent à plumes, Paris, 1998
- Урожай черепов/ Moisson de crânes, Serpent à plumes, Paris, 2000 (о геноциде в Руанде)
- Les Nomades, mes frères vont boire à la Grande Ourse (поэма), Hachette Éducation, Paris, 2000
- Rift, routes, rails (роман), Gallimard, Paris, 2001
- Транзит/ Transit (роман), Gallimard, Paris, 2003
- В Соединенных штатах Африки/ Aux États-Unis d’Afrique (роман), Jean-Claude Lattès, Paris, 2006
- Пассаж слез/ Passage des larmes (роман), Jean-Claude Lattès, Paris, 2009

## Признание
Премия Стефана Георге (Дюссельдорф, 2006) и др. награды. В 2010 году входил в жюри Дублинской литературной премии. В 2005—2006 годах — гость DAAD в Берлине,  в 2010—2011 годах — стипендиат Французской академии в Риме (Вилла Медичи). Проза Вабери переведена на многие языки Европы, на сомалийский язык, издана шрифтом Брайля. В 2005 году французский журнал Lire включил его в число 50 писателей завтрашнего дня. Жан-Мари Гюстав Леклезио упомянул его в своей нобелевской речи (2008) как одного из крупнейших писателей Африки. В 2010 году в Автономном университете Барселоны состоялся международный коллоквиум, посвященный творчеству Вабери.